# Def Cut

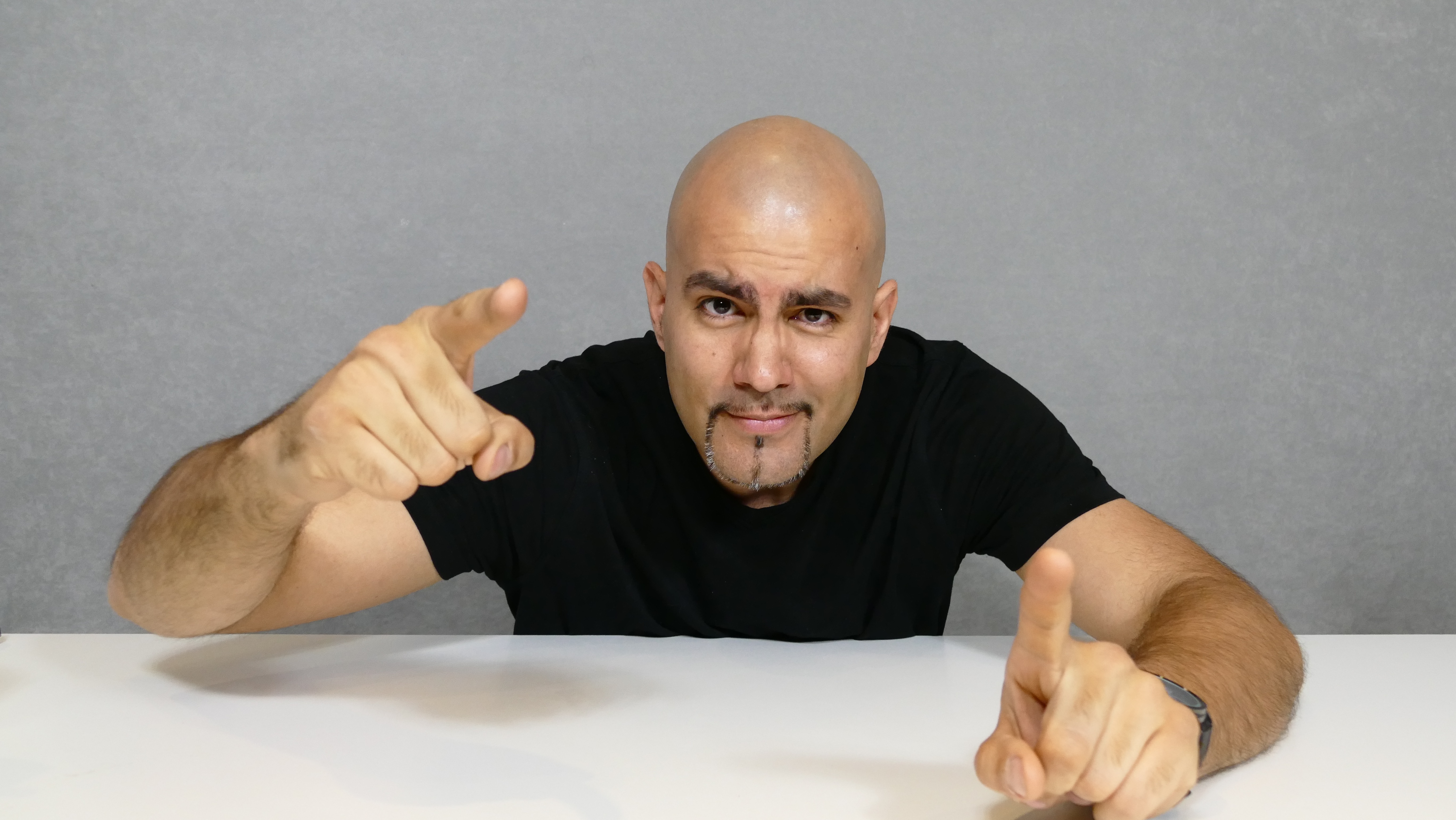
DJ Def Cut 2017

DJ Def Cut (* 21. Oktober 1977 in Basel als Goran Bacic) ist ein Schweizer DJ und Musikproduzent. Seine Platten wurden auch in Japan, den USA oder England veröffentlicht.

## Leben
Bevor Def Cut 1996 seine erste Maxi On The Run zusammen mit DJ Jones in Eigenregie herausbrachte, produzierte er die Musik für mehrere Breakdance-Crews wie „Basel City Attack“ oder „Rockin’ till Death“. Über einen Freund gelangte On the Run zu MZEE Records in Köln und Zeb.Roc.Ski nahm daraufhin den Track The Future 1998 in die erste Battle-of-the-Year-Compilation auf. Es folgen weitere Compilation-Beiträge und eine größere Tour und 1999 schließlich sein Debütalbum Return to Burn, welches international Anerkennung fand und ihm europaweit Auftritte verschaffte. Für die Battle of the Year 2000 produzierte Def Cut den Titelsong, der häufig auf den Schweizer Musiksendern lief und ihm bei den Schweizer Hip Hop Awards den zweiten Platz einbrachte.
Sein erstes Album Return to Burn wurde im Sommer 2001 über Bomb Records auch in den USA veröffentlicht und sein Album Street Level erschien im Dezember 2001 in Japan. DJ Def Cut tritt europaweit auf, z. B. beim Festival Transmusicales in Rennes/Frankreich, als DJ auf der Battle of the Year, als Tour-DJ von Spooman und Toni L oder in Breakbeat-Clubs in Zagreb, Belgrad, London und Mailand. 2010 hat sich Def Cut vom Deutschen Label MZEE Records getrennt und veröffentlicht seither seine Tracks digital über seine eigenen Labels Win The Crowd Records, Original B-Boy Records und DCP.

## Diskografie
Vinyl/CD
- 1997: On The Run (Maxi)
- 1998: Return to Burn (LP)
- 1999: Battle Super Breaks (LP)
- 2000: Battle Zone 2000 (EP)
- 2001: Street Level (LP)
- 2002: Street Level Remixes (EP)
- 2002: Love for the Street (Maxi)
- 2002: First Strike (LP)
- 2002: Bring The Beats Back (LP)
- 2003: Bring The Beats Back II	(LP)
- 2003: Party Kings (Maxi)
- 2003: Oldschool Megamix (EP)
- 2005: The Joint (EP)
- 2009: Keep it Raw (LP)

Digital
- 2005: Veni Vidi Vici – Instrumentals (LP)
- 2010: Absolut – Instrumentals (LP)
- 2010: Beat Dictionary Vol. 1 (LP)
- 2010: Beat Dictionary Vol. 2 (LP)
- 2010: Start it Like This (EP)
- 2010: Off and On feat. Cora E –  Terrabyte (Single)
- 2010: Hypnotic Robotic –  Terrabyte (Single)
- 2011: Scratch FX Vol. 1 (Single)
- 2011: Ah Yeah feat. Selim (Single)
- 2011: Bad Man (Single)
- 2012: Tremendous feat. DJ Cted (Single)
- 2012: Lio feat. DJ Cred (Single)
- 2012: Ain’t No Mountain High (Single)
- 2012: Ninety Five (Single)
- 2012: Crowd Reaction (Single)
- 2012: Break Down (EP)
- 2013: Rudeboy Shaker (Single)
- 2013: Here Comes The Bass (Single)
- 2013: Love & Hate (Single)
- 2014: Beat Dictionary Vol. 3 (LP)
- 2014: Beat Dictionary Vol. 4 (LP)
- 2014: Scratch FX Vol. 2 (Single)
- 2014: Glorious B-Boy Tunes feat. DJ EKIM (LP)
- 2014: Gasoline (Single)
- 2014: Masterpiece (LP)
- 2014: Battlefield (Single)
- 2015: Give Me The Funkee Beat (EP)
- 2015: Turn The Bass Up (Single)
- 2015: Compression (Single)
- 2017: Planet X (Single)
- 2017: Shaker feat. Zamoni (Single)
- 2017: Discoteca feat. J-Estilo & Luis Flow (Single)
- 2017: Beat Dictionary Vol. 5 (LP)
- 2017: Timepiece feat. Jack Corrigall (Single)
- 2018: Work (Single)
- 2018: Voyage (Single)
- 2018: B-Boy Battle Breaks 1 (LP)
- 2021: Lost And Found (LP)
- 2022: Retro Love 1 (LP)
- 2022: Retro Love 2 (LP)
- 2022: Stranger That Things (Single)
- 2023: Two Cool Brothers Def Cut & DJ ACE (LP)
- 2024: B-Boy Battle Breaks 2 (LP)
- 2024: B-Boy Battle Breaks 3 (LP)
- 2024: MNTN HIGH (Single)
- 2024: All My Life feat. Kris Nicotra (Single)
- 2025: B-Boy Battle Breaks 4 (LP)
- 2025: Avalon (Single)

Mixtapes
- 1999: First Strike
- 2001: Rap Joints 1
- 2002: Second Strike
- 2005: The Realness
- 2009: Lover Soul
- 2010: Battle of The East
- 2012: Breakers Boutique
- 2025: Find Your Flow Festival (Official Mixtape)

Weitere Produktionen
- 2001: Spooman – Brennsprit (zwei Tracks)
- 2002: Zora – Rapfan
- 2002: Shyle – Esprit de Family
- 2002: Taz – Introspektrum (zwei Tracks)
- 2003: Greis – Eis (2 Tracks)
- 2003: Greis EP (1 Track)
- 2003: Sound Kolonee EP (4 Tracks)
- 2003: Tafs LP (2 Tracks)
- 2004: Dynamic Duo LP (ganzes Album)
- 2005: Spooman LP (ganzes Album)
- 2005: PVP EP (1 Track)
- 2006: Fratelli B EP (3 Tracks)
- 2006: Toni L – Der Zug rollt (4 Tracks)
- 2010: Zako – Su di me (ganzes Album)
- 2012: Alen – Am Start (Single)
- 2013: Toni L – Tornado
- 2013: Toni der Assi – HDF Special: geh wählen! Aggro TV
- 2014: Toni der Assi – Zilet (Album)
- 2015: R.O.N. – Kingz of Town (Album Track)
- 2016: Sonny Seeza (Onyx) – Everywhere (Album Track)
- 2016: Kollegah – Hoodtape 2 (8 Track)
- 2016: Party Marty – Hacke Dicht, Die Giraffe in der Lederhose, Après Ski
- 2017: HDUG feat. Def Cut – Fresh Like
- 2017: Kush Karisma – OTG (On The Grind)
- 2018: Fab Kush & Mr. Jawbone – Boom Bap
- 2024: Brudi - Pablo Escobar
- 2024: Brudi - Bar Bezahlt

Remixes
- Slimboy – Beautiful Baby
- Zeb Roc Ski – On The Run
- Toni L – Sind wir Gäste?
- Cancer – Over and Out

Beiträge zu Kompilationen
- 1998: Battle of the Year
- 1999: Sound of MZEE 2
- 1999: Into the Groove Vol. 31
- 2002: Strictly B-Boy Breaks 1
- 2003: Strictly B-Boy Breaks 2
- 2004: Strictly B-Boy Breaks 3
- 2015: Battle Breaks Vol. 1
- 2018: White Wolf Battle B-Boy Soundtrack
- 2021: DPC Jam - The Soundtrack 2021
- 2024: DPC Jam - The Soundtrack 2024

## Auszeichnungen/Titel
- 1997: 3. Platz DMC DJ-Contest im Roxy Zürich, Schweiz.
- 1998: vier von fünf möglichen Sternen für Return to Burn des Forecast Magazins in der September-Ausgabe.
- 2000: drei Wochen Lang Nr. 1 mit dem Videoclip Battle Zone 2000, bei den Swizz Coke Charts.
- 2001: 2. Platz Swiss Hip Hop Awards – Bester Produzent.
- 2001: Final-DJ bei der Battle Of The Year Schweiz.
- 2002: Produzent der Tanzformation Sixfold, die mit Def Cuts Musik Deutscher Meister in Hip Hop Dance wurden
- 2002: "Godfather of Breaks" – Juice Magazin.
- 2003: Platte des Monats – Juice Magazine, November-Ausgabe.
- 2003: Produzent der Break Dance Gruppe „Rockin’ till Death“, welche im Juni 2003 mit Def Cuts Musik Süddeutscher Breakdance-Meister wurde.
- 2003: Bester Europäischer Breakdance-Musikproduzent, Television Belgrad.
- 2006: Spooman & Def Cut Hold the Line: Bester Schweizer Videoclip 2005
- 2012: acht Wochen in der Top 10 der Tuborg Club Charts mit dem Song "Ain’t No Mountain High"
- 2016: Kollegah – Imperator, auf Platz 1 der offiziellen Deutschen Album Charts. Aufgenommen von Def Cut im Carport Studio Heidelberg.